# 凯西·贝茨奖项列表
凯西·贝茨奖项列表列举了凯西·贝茨所获的奖项和提名。凯西·贝茨是美国一名演员和喜剧演员，她因在舞台和银幕上的出色表演和享誉国际。她获得了许多荣誉，这其中就包括1项奥斯卡奖、2项金球奖、2项美国演员工会奖和2项黄金时段艾美奖；此外她还获得了2次英国电影学院奖及1次托尼奖提名。2016年，凯西·贝茨入选好莱坞星光大道。
1991年，凯西·贝茨凭借出演罗伯·莱纳所执导的心理惊悚片《危情十日》中的安妮·威克絲一角而获得第63届奥斯卡金像奖的最佳女主角。此后，她有凭借出演迈克·尼科尔斯所执导政治讽刺片《风起云涌》中的强硬媒体顾问利比·霍尔登（Libby Holden）、亚历山大·佩恩所执导喜剧片《关于施密特》中的嬉皮士罗贝塔·赫泽尔（Roberta Hertzel）及克林·伊斯威特所执导传记片《理查德·朱维尔的哀歌》中的嫌疑人母亲波比·朱维尔（Bobi Jewell）而三度获得奥斯卡金像奖的最佳女配角提名。同时她还凭借出演乔恩·艾弗耐特所执导喜剧片《油炸绿番茄》中胆小的家庭主妇伊芙琳·库奇（Evelyn Couch）而获得英国电影学院奖和金球奖提名。
除了在大银幕上的出色表现，凯西·贝茨也在电视剧领域贡献了杰出表演，她共计收获了13次黄金时段艾美奖的提名。2012年，贝茨凭借演出CBS电视网情景喜剧《好汉两个半》中的查理·哈珀的幽灵而获得第64届黄金时段艾美奖喜剧类最佳客串女演员。2014年，贝茨又凭借出演FX有线频道恐怖类独立单元剧《美国恐怖故事：女巫集会》中的黛爾菲·拉勞里而获得第66届黄金时段艾美奖限定剧、独立单元剧和电影类最佳女配角。1997年，贝茨凭借演出HBO电视电影《电视大玩家》中的人才中介海伦·库什尼克而分别获得第54届金球奖和第3届美国演员工会奖的最佳女演员，同时这部电视电影也为她赢得了黄金时段艾美奖的提名。
而在舞台戏剧方面，凯西·贝茨依靠在由玛莎·诺曼担任编剧的百老汇戏剧《晚安吧！媽媽》中饰演了一位与寡母同住的失婚女子杰西·凯茨（Jessie Cates）而获得第37届托尼奖最佳戏剧女演员的提名。1988年，贝茨在泰伦斯·麦克纳利编剧的外百老汇浪漫爱情剧《现代爱情故事》中饰演一名陷入恋爱的女服务员弗兰基（Frankie）而获得奥比奖最佳女演员，并还获得了戏剧桌奖最佳女演员的提名。

## 主要工会奖
| 年份   | 奖项           | 被提名类别                 | 被提名作品                 | 结果 |
| ------ | -------------- | -------------------------- | -------------------------- | ---- |
| 1983年 | 托尼奖         | 最佳戏剧女主角             | 《晚安吧！妈妈》           | 提名 |
| 1990年 | 奥斯卡金像奖   | 最佳女主角                 | 《危情十日》               | 獲獎 |
| 1990年 | 金球奖         | 剧情类电影最佳女主角       | 《危情十日》               | 獲獎 |
| 1991年 | 金球奖         | 音乐或喜剧类电影最佳女主角 | 《油炸绿番茄》             | 提名 |
| 1993年 | 英国电影学院奖 | 最佳女配角                 | 《油炸绿番茄》             | 提名 |
| 1996年 | 黄金时段艾美奖 | 限定剧和电影类最佳女配角   | 《电视大玩家》             | 提名 |
| 1996年 | 金球奖         | 电视类最佳女配角           | 《电视大玩家》             | 獲獎 |
| 1996年 | 演员工会奖     | 迷你剧或电影类最佳女演员   | 《电视大玩家》             | 獲獎 |
| 1997年 | 演员工会奖     | 电影类最佳群演             | 《泰坦尼克号》             | 提名 |
| 1998年 | 奥斯卡金像奖   | 最佳女配角                 | 《风起云涌》               | 提名 |
| 1998年 | 金球奖         | 电影类最佳女配角           | 《风起云涌》               | 提名 |
| 1998年 | 演员工会奖     | 最佳女配角                 | 《风起云涌》               | 獲獎 |
| 1999年 | 英国电影学院奖 | 最佳女配角                 | 《风起云涌》               | 提名 |
| 1999年 | 黄金时段艾美奖 | 限定剧和电视电影类最佳导演 | 《魂归故园》               | 提名 |
| 1999年 | 黄金时段艾美奖 | 喜剧剧集类最佳客串女演员   | 《歪星撞地球》             | 提名 |
| 1999年 | 金球奖         | 电视类最佳女配角           | 《安妮》                   | 提名 |
| 1999年 | 演员工会奖     | 迷你剧或电影类最佳女演员   | 《安妮》                   | 提名 |
| 2000年 | 黄金时段艾美奖 | 限定剧和电影类最佳女配角   | 《安妮》                   | 提名 |
| 2002年 | 奥斯卡金像奖   | 最佳女配角                 | 《关于施密特》             | 提名 |
| 2002年 | 金球奖         | 电影类最佳女配角           | 《关于施密特》             | 提名 |
| 2002年 | 演员工会奖     | 最佳女配角                 | 《关于施密特》             | 提名 |
| 2002年 | 演员工会奖     | 迷你剧或电影类最佳女演员   | 《守望姊妹》               | 提名 |
| 2003年 | 黄金时段艾美奖 | 剧情剧集类最佳客串女演员   | 《六尺之下》               | 提名 |
| 2005年 | 黄金时段艾美奖 | 限定剧和电影类最佳女配角   | 《温泉康复院》             | 提名 |
| 2006年 | 黄金时段艾美奖 | 限定剧和电影类最佳女主角   | 《烈火巾帼》               | 提名 |
| 2010年 | 黄金时段艾美奖 | 限定剧和电影类最佳女配角   | 《爱丽丝》                 | 提名 |
| 2011年 | 演员工会奖     | 电影类最佳群演             | 《午夜巴黎》               | 提名 |
| 2011年 | 演员工会奖     | 剧情剧集类最佳女演员       | 《律政俏师太》             | 提名 |
| 2011年 | 黄金时段艾美奖 | 剧情剧集类最佳女主角       | 《律政俏师太》             | 提名 |
| 2012年 | 黄金时段艾美奖 | 剧情剧集类最佳女主角       | 《律政俏师太》             | 提名 |
| 2012年 | 黄金时段艾美奖 | 喜剧剧集类最佳客串女演员   | 《好汉两个半》             | 獲獎 |
| 2014年 | 黄金时段艾美奖 | 限定剧和电影类最佳女配角   | 《美国恐怖故事：女巫集会》 | 獲獎 |
| 2014年 | 金球奖         | 电视类最佳女配角           | 《美国恐怖故事：畸形秀》   | 提名 |
| 2015年 | 黄金时段艾美奖 | 限定剧和电影类最佳女配角   | 《美国恐怖故事：畸形秀》   | 提名 |
| 2016年 | 黄金时段艾美奖 | 限定剧和电影类最佳女配角   | 《美国恐怖故事：旅馆》     | 提名 |
| 2019年 | 奥斯卡金像奖   | 最佳女配角                 | 《理查德·朱维尔的哀歌》    | 提名 |
| 2019年 | 金球奖         | 电影类最佳女配角           | 《理查德·朱维尔的哀歌》    | 提名 |

## 影评协会奖
| 年份   | 奖项 / 协会             | 被提名类别     | 被提名作品     | 结果   |
| ------ | ----------------------- | -------------- | -------------- | ------ |
| 1990年 | 犹他影评人协会          | 最佳女主角     | 《危情十日》   | 獲獎   |
| 1991年 | 芝加哥影评人协会        | 最具前途女演员 | 《危情十日》   | 提名   |
| 1991年 | 芝加哥影评人协会        | 最佳女主角     | 《危情十日》   | 獲獎   |
| 1991年 | 达拉斯—沃斯堡影评人协会 | 最佳女主角     | 《危情十日》   | 獲獎   |
| 1991年 | 纽约影评人协会          | 最佳女主角     | 《危情十日》   | 第三名 |
| 1996年 | 芝加哥影评人协会        | 最佳女主角     | 《热泪伤痕》   | 提名   |
| 1998年 | 拉斯维加斯影评人协会    | 最佳女配角     | 《风起云涌》   | 獲獎   |
| 1998年 | 洛杉矶影评人协会        | 最佳女配角     | 《风起云涌》   | 第二名 |
| 1998年 | 圣地亚哥影评人协会      | 最佳女配角     | 《风起云涌》   | 獲獎   |
| 1999年 | 评论家选择电影奖        | 最佳女配角     | 《风起云涌》   | 獲獎   |
| 1999年 | 芝加哥影评人协会        | 最佳女配角     | 《风起云涌》   | 獲獎   |
| 1999年 | 东南影评人协会          | 最佳女配角     | 《风起云涌》   | 第二名 |
| 2002年 | 示例                    | 示例           | 《关于施密特》 | 示例   |
| 2002年 | 示例                    | 示例           | 《关于施密特》 | 示例   |
| 2002年 | 示例                    | 示例           | 《关于施密特》 | 示例   |
| 2002年 | 示例                    | 示例           | 《关于施密特》 | 示例   |
| 2002年 | 示例                    | 示例           | 《关于施密特》 | 示例   |
| 2002年 | 示例                    | 示例           | 《关于施密特》 | 示例   |
| 2002年 | 示例                    | 示例           | 《关于施密特》 | 示例   |
| 2003年 | 示例                    | 示例           | 《关于施密特》 | 示例   |
| 2003年 | 示例                    | 示例           | 《关于施密特》 | 示例   |
| 2003年 | 示例                    | 示例           | 《关于施密特》 | 示例   |
| 2003年 | 示例                    | 示例           | 《关于施密特》 | 示例   |
| 2003年 | 示例                    | 示例           | 《关于施密特》 | 示例   |
| 2003年 | 示例                    | 示例           | 《关于施密特》 | 示例   |
| 示例   | 示例                    | 示例           | 《示例》       | 示例   |
| 示例   | 示例                    | 示例           | 《示例》       | 示例   |
| 示例   | 示例                    | 示例           | 《示例》       | 示例   |
| 示例   | 示例                    | 示例           | 《示例》       | 示例   |
| 示例   | 示例                    | 示例           | 《示例》       | 示例   |
| 示例   | 示例                    | 示例           | 《示例》       | 示例   |
| 示例   | 示例                    | 示例           | 《示例》       | 示例   |
| 示例   | 示例                    | 示例           | 《示例》       | 示例   |

## 其他荣誉
- 2006年—吉福尼电影节（英语：Giffoni Film Festival）弗朗索瓦·特吕弗奖（英语：François Truffaut Award）[30]

- 2016年—好莱坞星光大道[31]

### 脚注
1. ↑  与《欢乐谷》中饰演贝蒂·帕克（Betty Parker）的琼·爱伦并列。
2. ↑  与《莎翁情史》中饰演伊丽莎白一世的朱迪·丹奇并列。

### 出典
1. ↑  . 好莱坞星光大道.   [2024-11-20]. （原始内容存档于2025-01-25）.
2. ↑  Jenelle Riley. . 综艺. 2016-09-20  [2024-11-20]. （原始内容存档于2024-09-10）.
3. ↑  . 美国剧院联盟.   [2024-11-21]. （原始内容存档于2025-01-12）.
4. ↑  . 电影艺术与科学学院. 1991-03-25  [2024-11-20]. （原始内容存档于2018-04-17）.
5. 1 2 3 4 5 6 7 8  . 金球奖基金会.   [2024-11-21]. （原始内容存档于2025-01-11）.
6. ↑  . 英国电影和电视艺术学院.   [2024-11-20]. （原始内容存档于2025-01-16）.
7. ↑  . 电视艺术和科学学院.   [2024-11-20]. （原始内容存档于2024-12-12）.
8. ↑  . 演员工会-美国电视和广播艺人联合会.   [2024-11-21]. （原始内容存档于2023-03-26）.
9. ↑  . 演员工会-美国电视和广播艺人联合会.   [2024-11-21]. （原始内容存档于2023-12-16）.
10. ↑  . 电影艺术与科学学院. 1999-03-21  [2024-11-20]. （原始内容存档于2018-04-17）.
11. ↑  . 演员工会-美国电视和广播艺人联合会.   [2024-11-21]. （原始内容存档于2023-10-06）.
12. ↑  . 英国电影和电视艺术学院.   [2024-11-20]. （原始内容存档于2025-01-15）.
13. 1 2  . 电视艺术和科学学院.   [2024-11-21]. （原始内容存档于2023-05-13）.
14. ↑  . 演员工会-美国电视和广播艺人联合会.   [2024-11-21]. （原始内容存档于2024-01-26）.
15. ↑  . 电视艺术和科学学院.   [2024-11-21]. （原始内容存档于2019-03-23）.
16. ↑  . 电影艺术与科学学院. 2003-03-23  [2024-11-20]. （原始内容存档于2018-04-17）.
17. 1 2  . 演员工会-美国电视和广播艺人联合会.   [2024-11-21]. （原始内容存档于2023-11-11）.
18. ↑  . IMDb.   [2024-11-21]. （原始内容存档于2024-11-07）.
19. ↑  . 电视艺术和科学学院.   [2024-11-21]. （原始内容存档于2024-12-04）.
20. ↑  . 电视艺术和科学学院.   [2024-11-21]. （原始内容存档于2018-10-09）.
21. ↑  . 电视艺术和科学学院.   [2024-11-21]. （原始内容存档于2023-05-13）.
22. ↑  . 电视艺术和科学学院.   [2024-11-21]. （原始内容存档于2021-12-27）.
23. 1 2  . 演员工会-美国电视和广播艺人联合会.   [2024-11-21]. （原始内容存档于2024-03-15）.
24. ↑  . 电视艺术和科学学院.   [2024-11-21]. （原始内容存档于2023-05-13）.
25. 1 2  . 电视艺术和科学学院.   [2024-11-21]. （原始内容存档于2021-12-27）.
26. ↑  . 电视艺术和科学学院.   [2024-11-21]. （原始内容存档于2020-12-27）.
27. ↑  . 电视艺术和科学学院.   [2024-11-21]. （原始内容存档于2023-05-13）.
28. ↑  . 电视艺术和科学学院.   [2024-11-21]. （原始内容存档于2021-10-27）.
29. ↑  . 电影艺术与科学学院. 2020-02-09  [2024-11-20]. （原始内容存档于2020-05-24）.
30. ↑  . 吉福尼电影节（英语：Giffoni Film Festival）.   [2024-11-21].
31. ↑  . 好莱坞星光大道.   [2024-11-21]. （原始内容存档于2025-01-25）.